# Mallapur Kariyat Ambadagatti, Sampgaon
Mallapur Kariyat Ambadagatti là một làng thuộc tehsil Sampgaon, huyện Belgaum, bang Karnataka, Ấn Độ.